# Jean Renggli
Jean Renggli (également nommé Johann Renggli der Ältere) est un peintre suisse, né le 17 juillet 1846 à Werthenstein et mort le 10 août 1898 à Lucerne.

## Biographie
Il est le fils de Johann Georg Renggli et de Maria Anna Bütler.
Après son enfance à Lucerne il effectue un apprentissage dans un bureau d'architecte de Neuchâtel. Il poursuit avec des études en peinture à l'école des beaux-arts de Paris suivi de différents séjours en Europe.

## Œuvres
- Le Serment de Rütli (Rütlischwur), huile sur toile, 1891